# ベンジー (1974年の映画)
『ベンジー』（原題：Benji）は、ジョー・キャンプ監督による1974年のアメリカ合衆国の映画。野良犬ベンジーと仲良し兄妹の心温まる交流を描いている。1974年の北米興行収入第10位。
ベンジーを演じたヒギンス（1957～1976）は、1960年代から70年代にかけて活躍したオス犬の動物タレントである。1976年のヒギンスの死後、『ベンジーの愛』以降の作品では、その娘犬のベンジーンがベンジーを演じている。
日本では1976年に公開され、中山圭以子のシングル「そよ風のベンジー」が日本版主題歌となった（作詞：太田裕美、作曲・編曲：宮崎尚志）。
1976年7月28日に放映されたTBSドラマ「夜明けの刑事」の第79話のサブタイトルは「名犬ペンジー探偵物語」というもの。放送されたのが映画「ベンジー」が公開された直後の時期で全面的にタイアップしたような内容になっている。

## あらすじ
街はずれの空き家に棲み、気ままな生活を送っている野良犬のベンジーは、チャプマン家のポールとシンディの幼い兄妹と家政婦のメアリー、カフェの主人ビルや、黒人の警官タトルに可愛がられていた。
ある日、ポールとシンディが何者かに誘拐されてしまう。しかも、2人はベンジーの棲む空き家に監禁されていた。ベンジーはこのことを皆に知らせ、2人を助けようと奔走する。

## キャスト
| 役名                 | 俳優                 | 日本語吹き替え |
| -------------------- | -------------------- | -------------- |
| ベンジー             | ヒギンス（犬）       | 原語版流用     |
| ポール・チャプマン   | アレン・フィザット   | 岡浩也         |
| シンディ・チャプマン | シンシア・スミス     | 冨永みーな     |
| チャプマン氏         | ピーター・ブレック   | 阪脩           |
| メアリー             | パッツィ・ギャレット | 市原悦子       |
| リンダ               | デボラ・ウォーリー   |                |
| ビル                 | エドガー・ブキャナン |                |
| タトル               | テリー・カーター     |                |

日本語吹き替え：初回放送1979年4月6日 TBS『春休みプレゼント 特別ロードショー』19:00-20:55 ※ソフト未収録

## 評価
チャーリー・リッチが歌った主題歌"I Feel Love"（作詞：ベティ・ボックス、作曲：ユーエル・ボックス）は、第47回アカデミー賞で歌曲賞にノミネートされ、第32回ゴールデングローブ賞で主題歌賞を受賞した。

## シリーズ作品
シリーズ化され、テレビドラマを含む全7作が制作された。
- ベンジーの愛 (1977)
- 名探偵ベンジー (1980)
- がんばれ!がんばれ!ベンジー (1987)
- ラブいぬ ベンジー はじめての冒険 (2004)

## リメイク
2010年、本作の監督ジョー・キャンプの息子ブランドン・キャンプ監督でリメイクされる事が決定した。2018年3月にネットフリックスでオリジナル製作作品として独占配信開始。